# Drymaria perennis
Drymaria perennis är en nejlikväxtart som beskrevs av A. Gilli. Drymaria perennis ingår i släktet Drymaria och familjen nejlikväxter. Inga underarter finns listade i Catalogue of Life.